# Oncidium concolor
Oncidium concolor là một loài phong lan có ở miền nam và đông nam Brasil tới đông bắc Argentina.